# Guido Gonella
Guido Alessandro Gonella (ur. 18 września 1905 w Weronie, zm. 19 sierpnia 1982 w Nettuno) – włoski polityk, dziennikarz i prawnik. Wieloletni deputowany krajowy i senator, poseł do Parlamentu Europejskiego I kadencji, pomiędzy 1946 a 1973 wielokrotnie minister, w latach 1950–1953 sekretarz Chrześcijańskiej Demokracji.

## Życiorys
Najstarszy z dwojga dzieci Luigiego i Marianny Landi, pochodził z klasy średniej o katolickich tradycjach. Kierował mediolańskim oddziałem FUCI, katolicką organizacją studencką. W 1928 ukończył filozofię na Katolickim Uniwersytecie Najświętszego Serca, następnie prawo na Uniwersytecie Rzymskim „La Sapienza”. Kształcił się następnie w zakresie filozofii prawa, był wykładowcą tego przedmiotu na uczelniach w Bari i Pawii. Zajął się działalnością dziennikarską, był publicystą „L’illustrazione vaticana” i redaktorem naczelnym „Azione fucina”, a także autorem książek naukowych. Od 1933 prowadził Acta diurna, rubrykę zagraniczną dziennika „L’Osservatore Romano”, co spotykało się z regularnymi oskarżeniami o antyfaszyzm ze strony władz. We wrześniu 1939 został aresztowany, wypuszczono go po osobistej interwencji papieża Piusa XII, jednak utracił wtedy posadę uniwersytecką, a wkrótce także kolumnę prasową.
W trakcie wojny współpracował ze środowiskami katolickimi i watykańskimi. W 1943 był jednym z twórców Codice di Camaldoli, przygotowywanego przez chadeków planu odbudowy ekonomicznej Włoch po wojnie. Przystąpił do Chrześcijańskiej Demokracji, został jednym z liderów partii, a od 1950 do 1953 pozostawał jej sekretarzem. Kierował też partyjnym dziennikiem „Il Popolo” (1944–1946) i tygodnikiem „Il centro” (1962–1965), szefował zrzeszeniu dziennikarzy Ordine dei giornalisti, a także opublikował kilka książek. W latach 60. i 70. był wykładowcą filozofii prawa na Papieskim Uniwersytecie Laterańskim.
W latach 1945–1972 członek Rady Narodowej, Zgromadzenia Konstytucyjnego i następnie Izby Deputowanych I, II, III, IV i V kadencji, później od 1972 do śmierci członek Senatu VI, VII i VIII kadencji. Przez szereg lat zasiadał też w Zgromadzeniu Parlamentarnym Rady Europy. Pełnił rozliczne funkcje rządowe, był ministrem edukacji narodowej (lipiec 1946–lipiec 1951), reformy administracyjnej (lipiec 1955–maj 1957) oraz sprawiedliwości (lipiec–sierpień 1953, maj 1947–luty 1962, czerwiec–grudzień 1968, luty 1972–lipiec 1973). W 1979 wybrany posłem do Parlamentu Europejskiego, przystąpił do frakcji chadeckiej i pełnił funkcję wiceprzewodniczącego PE.
Od 1938 żonaty z Pią Eleną Bartolott, miał pięcioro dzieci.